# Bajt Ur at-Tahta
Bajt Ur at-Tahta (arab. ‏بيت عور التحتا‎, Bayt ʿŪr at-Taḥtā) – miasto w Palestynie, muhafazie Ramallah i Al-Bira. Według danych szacunkowych Palestyńskiego Centralnego Biura Statystycznego w 2016 roku miejscowość liczyła 5595 mieszkańców.